# 埃皮塔西奥总统城
埃皮塔西奥总统城是巴西圣保罗州的一个市镇。总面积1281.779平方公里，总人口39403人，人口密度30.7人/平方公里。